# Tabuleiro ouija
Tabuleiro ouija ou tábua ouija é qualquer superfície plana com letras, números ou outros símbolos em que se coloca um indicador móvel. Foi criado para ser usado como método de necromancia ou comunicação com espíritos.
Os participantes colocam os dedos sobre o indicador que então se move pelo tabuleiro até as letras, números ou as palavras "sim" ou "não" para responder perguntas e trazer mensagens dos supostos espíritos. De acordo com o Departamento de Comércio dos Estados Unidos da América, o nome "Ouija" é marca registrada da Hasbro (herdada da Parker Brothers), mas a designação passou a ser usada para caracterizar qualquer tabuleiro que se utilize da mesma ideia.
No Brasil há variantes conhecidas como "brincadeira do copo", "jogo do copo", ou ainda "sessão de copo", em que um copo faz as vezes do indicador para as respostas. Também é conhecido como "brincadeira do compasso", quando se usa um compasso como indicador. Existem também apoios para a utilização de lápis durante as sessões. Nos anos 90, fabricante de brinquedos Estrela lançou Converse com o seu Anjo, com manual desenvolvido por Monica Buonfiglio.
O tabuleiro não necessita ter um formato retangular. Muitos tabuleiros ouija são circulares. Como indicadores, em vez do ponteiro, podem utilizar uma moeda ou um copo de vidro.

## Etimologia
A crença popular de que a palavra Ouija venha das palavras francesa e alemã para "sim" é um equívoco. O nome foi tirado de uma palavra escrita no quadro quando seu inventor pediu a um suposto fantasma para nomeá-lo.

## Origens
O princípio em que se baseia o tabuleiro Ouija ficou conhecido depois de 1848, ano em que duas irmãs norte-americanas, Kate e Margaret Fox, supostamente contactaram um vendedor que havia sido assassinado em sua casa (agora pertencente às irmãs) anos antes e espalharam uma febre espiritualista pelos Estados Unidos e Europa.
Há também indícios de que o princípio teria sido aperfeiçoado por um espiritualista chamado M. Planchette, que por volta de 1853 teria inventado o indicador de madeira, utilizado até hoje.
Em 1890, Elijah J. Bond, de Baltimore, solicitou a patente do "Ouija" ou "Tabuleiro egípcio da sorte", concedida em 1891. Nesta patente se descreve o funcionamento e alega-se que o tabuleiro é capaz de responder "perguntas de qualquer tipo".

## Explicação científica
As movimentações que ocorrem no tabuleiro ouija se devem ao efeito ideomotor. As pessoas participantes da sessão involuntariamente exercem uma força imperceptível sobre o indicador utilizado, e a conjunção da força exercida por várias pessoas faz o objeto se mover. O efeito ideomotor foi descoberto pelo naturalista britânico William Benjamin Carpenter em 1852.
O físico também britânico Michael Faraday realizou experimentos que comprovaram que os movimentos das mesas girantes, atribuídos a fontes ocultas, eram realizados inconscientemente pelos próprios participantes dos experimentos. O mesmo princípio se aplica ao tabuleiro ouija. O mágico ilusionista e cético estadunidense James Randi também realizou um experimento, citado em seu livro An Encyclopedia of Claims, Frauds, and Hoaxes of the Occult and Supernatural. Randi demonstrou que quando os participantes do tabuleiro ouija são vendados eles não conseguem produzir mensagens inteligíveis.

## Explicação espiritualista
Em fevereiro de 1891, os jornais de Pitsburgo anunciavam um "maravilhoso quadro falante" muito parecido com o tabuleiro que conhecemos hoje. Sua origem estaria relacionada com a obsessão dos estadunidenses no século 19 pelo espiritualismo, movimento religioso baseado na crença de que os mortos são capazes de se comunicar com os vivos. Os adeptos dessa teoria acreditam que o tabuleiro não tem poder em si mesmo, servindo apenas como ferramenta para o médium se comunicar mais rapidamente com o mundo dos espíritos.

## Críticas das religiões
Além das críticas científicas dos céticos, o tabuleiro Ouija também é criticado entre os espiritualistas. Edgar Cayce declarou-os perigosos. Críticos avisam que maus espíritos poderiam enganar os participantes e possuí-los espiritualmente.[carece de fontes?]
No meio especializado há diversos avisos contra o uso do tabuleiro por pessoas desavisadas. Há também notícias de tabloides relatando casos de suposta possessão demoníaca em decorrência de sessões envolvendo espíritos malignos.
A Igreja Católica critica o tabuleiro e a brincadeira do copo, assim como as experiências de seus fiéis na busca do contato com os mortos em geral. A recomendação dos padres é que os fiéis se mantenham distantes de participações nesse tipo de evento. Segundo alguns padres exorcistas, Grabriele Amorth, este tipo de jogo pode contactar demônios. Em seus  livros ele relata inúmeras possessões causadas pelo uso desses jogos.[carece de fontes?]
Da mesma forma, Igrejas Evangélicas definem essas práticas como "brincadeiras com demônios".
Allan Kardec, codificador da Doutrina Espírita, orienta em seu O Livro dos Médiuns, no caso de comunicações frívolas (fúteis ou levianas), que estas práticas devem ser evitadas porque, normalmente, são utilizadas para curiosidades em geral e somente são feitas perguntas vãs, longe da seriedade exigida no intercâmbio com a espiritualidade benfeitora. Assim, o espiritismo, nesse caso particular de comunicações frívolas, considera que é mais provável a presença de espíritos levianos e zombeteiros, sem nenhum interesse com a verdade e com a dignidade, do que espíritos bons e esclarecidos comprometidos com a divulgação de propostas morais e éticas.

## Tabuleiro ouija na mídia
- O escritor G. K. Chesterton utilizou um tabuleiro ouija durante um período de depressão e ceticismo e depois disso passou a ser fascinado pelo ocultismo.[30]
- O cantor inglês Morrissey, em compacto de 1989 incluído na coletânea Bona Drag, do ano seguinte, gravou uma música intitulada "Ouija Board, Ouija Board", referente a uma comunicação com o espírito de uma amiga morta.[31]
- Brandon Flowers, vocalista da banda The Killers, utilizou o tabuleiro e passou a ter medo do número 621. A data também se relaciona com o dia de seu aniversário, 21 de junho.[32]
- Sam Winchester, um dos protagonistas da série Supernatural, usa uma Tábua Ouija no primeiro episódio da segunda temporada (2:01 - Na hora da minha morte) para se comunicar com seu irmão morto, Dean Winchester.

•   Na série Friends, episódio 14 da terceira temporada, as personagens Phoebe e Mônica estão brincando com o jogo, quando são interrompidas por Joey.